# Apache 207
Apache 207, pseudonimo di Volkan Yaman (Ludwigshafen am Rhein, 23 ottobre 1997), è un rapper tedesco.

## Biografia
Nato a Ludwigshafen am Rhein, Apache 207 ha intrapreso la sua carriera musicale nel 2018, quando il suo primo singolo Kleine Hure viene pubblicato senza supporto dalle etichette discografiche. Nei primi mesi del 2019 ha firmato un contratto discografico con la TwoSides, etichetta fondata dal rapper tedesco Bausa. È in seguito salito alla ribalta con l'uscita di Kein Problem, che ha conquistato la 17ª posizione della classifica tedesca e la 59ª posizione della Ö3 Austria Top 40, ottenendo il disco di platino in Germania e Austria, e quello d'oro in Svizzera, con un totale di 440 000 unità certificate.
Nel 2019 Roller, certificato diamante dalla BVMI, è stato presentato come singolo apripista dall'EP di debutto Platte, che si è collocato al vertice della Offizielle Deutsche Chart, al 2º posto nella classifica austriaca e al 4º della Schweizer Hitparade.
Al 2022 Apache 207 possiede oltre 4 950 000 unità certificate dalla Bundesverband Musikindustrie, IFPI Austria e IFPI Schweiz tra album, EP e brani musicali.

## Discografia

### Album in studio
- 2020 – Treppenhaus
- 2021 – 2sad2disco
- 2023 – Gartenstadt

### EP
- 2019 – Platte
- 2025 – Gesegnet (con Luciano)

### Raccolte
- 2021 – Die Glorreichen Drei

### Singoli
- 2018 – Kleine Hure
- 2018 – Sag mir wer
- 2018 – Ferrari Testarossa
- 2018 – No No
- 2018 – Sidechickz
- 2018 – Durch die Straßen
- 2018 – Famous
- 2019 – Kein Problem
- 2019 – Brot nach Hause
- 2019 – Nicht wie du
- 2019 – 2 Minuten
- 2019 – Roller
- 2019 – 200 km/h
- 2019 – Wieso tust du dir das an?
- 2020 – Matrix
- 2020 – Fame
- 2020 – Boot
- 2020 – Bläulich
- 2020 – Unterwegs
- 2021 – Angst
- 2021 – Kapitel I 2sad2disco (2sad2disco)
- 2021 – Kapitel II Vodka (2sad2disco)
- 2021 – Kapitel III Thunfisch & Weinbrand (2sad2disco)
- 2021 – Sport
- 2022 – Fühlst du das auch
- 2022 – Nie mehr gehen
- 2023 – Komet (con Udo Lindenberg)
- 2023 – Breaking Your Heart
- 2023 – Schimmel in der Villa
- 2023 – Neunzig
- 2023 – Wenn das so bleibt
- 2024 – Loser
- 2024 – Miami
- 2025 – Morgen
- 2025 – GWHF
- 2025 – Jupiter (con RAF Camora)

### Collaborazioni
- 2021 – Madonna (Bausa feat. Apache 207)
- 2024 – Wunder (Ayliva feat. Apache 207)